# Trần Đình Trường

Ông Trần Đình Trường bên tấm hình được tặng

Trần Đình Trường (1932  – 6 tháng 5 năm 2012 ) là một doanh nhân gốc Việt tại Hoa Kỳ. Ông là chủ nhân một số khách sạn tại New York và được báo chí Việt Nam coi là một trong những người Việt giàu nhất thế giới với tài sản trên 1 tỷ Mỹ kim. Theo tờ The New York Times, ông có tài sản khoảng 1 tỷ USD khi qua đời.

## Sự nghiệp tại Việt Nam
Trần Đinh Trường sinh ra và lớn lên ở Kỳ Anh, Hà Tĩnh , sau di cư vào Nam.
Trước năm 1975 tại Sài Gòn, ông hoạt động trong nghề vận tải đường biển và là chủ nhân hãng Vishipco Line với đoàn tàu Trường Xuân, Trường Thanh, Bông Hồng 9, Sao Mai, Patrick, Trường Vinh, Trường Hải và tàu Trường Sinh.

## Hoạt động tại Mỹ

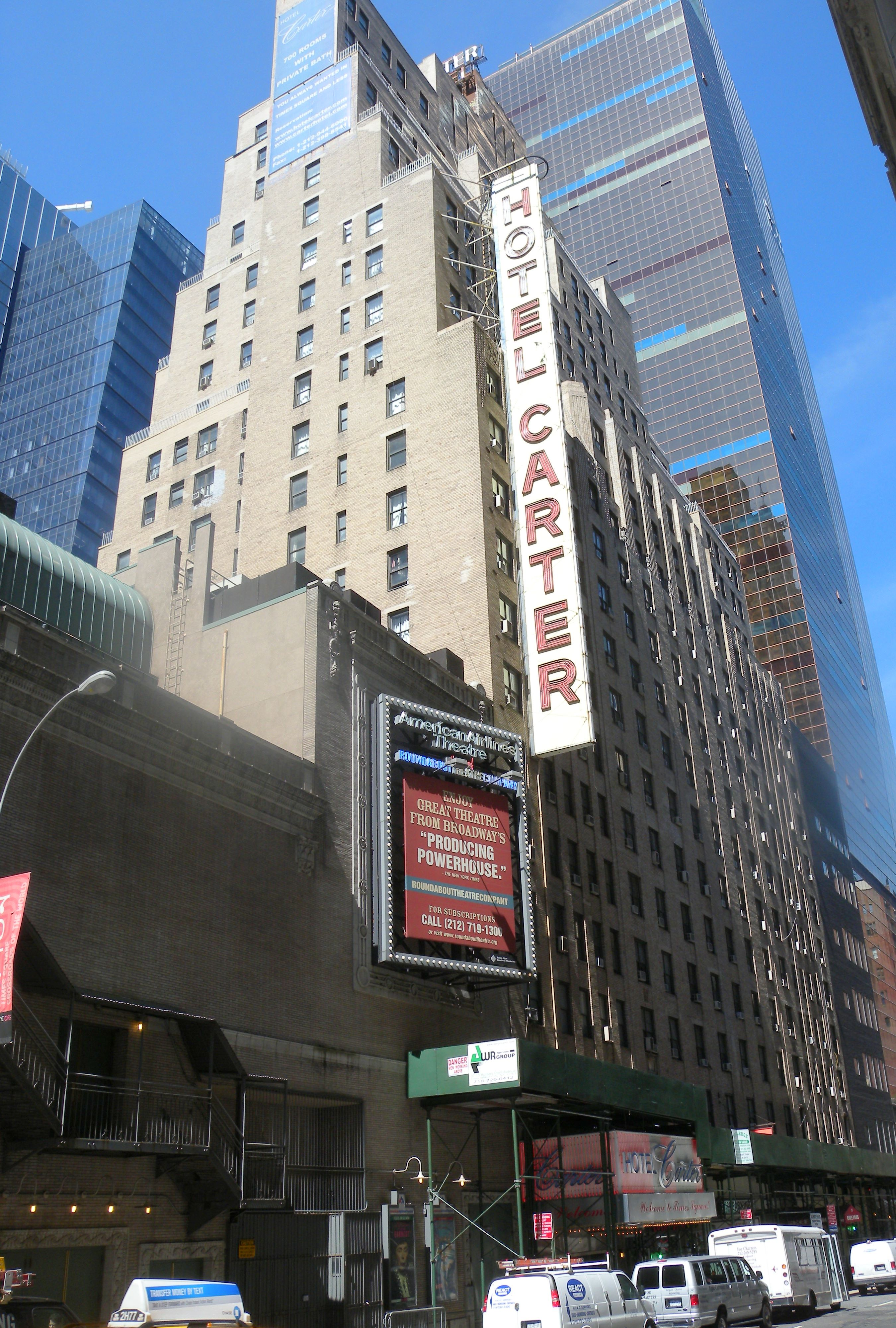
Khách sạn Carter của ông Trường

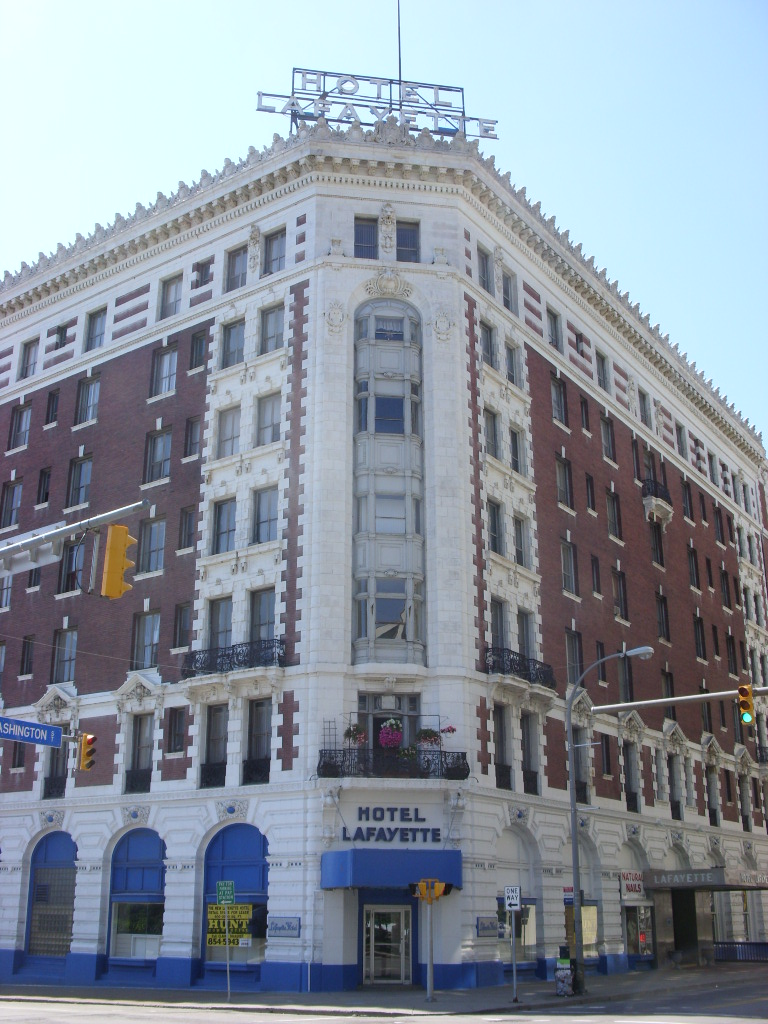
Khách sạn Lafayette của ông Trường, được liệt kê trong Sổ bộ Địa danh Lịch sử Quốc gia Hoa Kỳ từ ngày 19 tháng 8 năm 2010

Ông rời Việt Nam vào cuối tháng 4 năm 1975 khi Sài Gòn thất thủ. Trong cuộc di tản khi Việt Nam Cộng hòa tan rã, ông cho phép trưng dụng miễn phí những chiếc tàu của ông để chuyên chở người tỵ nạn và chở được hơn 8.500 thuyền nhân vượt biển. Riêng chiếc tàu Trường Xuân với thuyền trưởng Phạm Ngọc Lũy đã chở gần 4.000 người thuyền nhân vượt biển, trong số đó có nhạc sĩ Lam Phương mà sau này đã sáng tác bài hát "Con tàu định mệnh" để ghi nhớ sự kiện này.
Ông bắt đầu công việc kinh doanh khách sạn ở thành phố New York từ khách sạn Opera và khách sạn Carter giá rẻ, với 25 tầng và 700 phòng (gần Quảng trường Thời đại (New York) ở Manhattan và khách sạn sang trọng Lafayette ở Buffalo, New York. Khách sạn Carter từng bị trang website du lịch TripAdvisor mệnh danh là "khách sạn dơ dáy nhất nước Mỹ" ba năm liền. Năm 1985, ông mua Khách sạn Kenmore; năm 1994 khách sạn bị cảnh sát bao vây và tịch thu vì là một ổ ma túy.
Ngoài ra, ông và vợ là Nguyễn Kim Sang còn là một mạnh thường quân và tích cực trong những sinh hoạt cộng đồng người Việt tại Mỹ. Như theo lời kể của ông Nguyễn Văn Tánh, chủ tịch Cộng đồng người Việt tại tiểu bang New York: "Ông bà Trường đã giúp đỡ cho cộng đồng Việt Nam không chỉ bằng tiền bạc, vật chất mà còn bằng tấm lòng, với tinh thần tận tụy hiếm có. Trong những dịp cộng đồng Việt về New York sinh hoạt, các anh chị em được mời đón đến ở miễn phí tại khách sạn của ông bà. Trong những ngày này, đích thân bà Trường đã tự tay tay nấu ăn cho hàng trăm người khách tham dự...".
Trong sự kiện khủng bố 11 tháng 9 năm 2001 tại New York, ông đã tặng quỹ cứu trợ nạn nhân 2 triệu Mỹ kim, và năm 2003, Liên hiệp người Mỹ gốc Á (Asian American Federation) vinh danh ông vì hành động này. Trong nạn đói năm 1984 tại Ethiopia, ông cũng mua tặng các tổ chức cứu trợ nạn đói ở Ethiopia 2 máy bay trực thăng (trị giá lúc mua khoảng 3,2 triệu Mỹ kim). Tháng 8 năm 2005, ông tự đến Houston để cứu trợ nạn nhân Bão Katrina 100.000 USD .
Trong tháng 5 năm 2004, ông đã được trao Giải Đuốc Vàng ở Washington DC, giải thưởng vinh danh của cộng đồng người Mỹ gốc Việt tại Mỹ (VANG) . Ông cũng nằm trong Hội đồng quản trị của United Way of New York City.
Trong một lần trả lời phỏng vấn của phóng viên báo Thanh Niên, sau biến cố 11/9/2001 tại New York, ông Trường có cho biết về bí quyết thành công của ông: "...theo hiểu biết của tôi, tất cả chỉ tựu trung vào hai chữ "cố gắng". Cố gắng làm việc thì tất yếu dẫn tới thành công. Tầng lớp nào, nghề nghiệp nào cũng vậy thôi. Nếu cố gắng làm việc thì sẽ thành công trong tầng lớp đó, nghề nghiệp đó. Vừa cố gắng làm việc vừa học hỏi để tiến bộ. Đó là vấn đề rất quan trọng." 
Sau thời gian dài bị bạo bệnh vì đột quỵ, ông qua đời ngày 6 tháng 5 năm 2012 tại New York . Sau khi ông mất, ông không để lại di chúc cho nên
Hiện nay, Trần Group Management LLC (Tập đoàn quản trị Trần) của gia đình ông đang quản trị và cho thuê hệ thống các khách sạn của ông ở vùng đông bắc Hoa Kỳ, như Quality Inn Downtown, Best Western (Baltimore), Lafayette Buffalo NY, đang xây dựng khách sạn Crown 250 phòng ở Baltimore, và đang xúc tiến xây dựng khách sạn 200 phòng trên đường Market ở Philadelphia . Ngoài ra, tập đoàn cũng xúc tiến đầu tư tại Việt Nam, và đang quản lý Trung tâm thương mại Việt Nam (VBC) ở Baltimore "nhằm hỗ trợ, khuyến khích và giúp đỡ các doanh nghiệp Việt Nam thiết lập sự hiện diện trên nước Mỹ, đồng thời mở rộng thị trường để cung cấp hàng hóa, sản phẩm của Việt Nam vào Mỹ" .

## Gia đình
Ông theo đạo Công giáo, có tên thánh là Mátthêu. Năm 1950, ông kết hôn với bà Ngu Thi trong nhà thờ và có bốn người con với bà. Sau 1954, ông vào Nam và không còn liên lạc với vợ cũ. Ông kết hôn với bà Nguyễn Kim Sang năm 1960 và có nhiều người con, các con với bà Sang gồm: Trần Thị Tâm Anh, Trần Thị Tâm Thảo, Trần Đình Nghĩa, Trần Thị Hồng Ân, tất cả đang làm ăn tại Mỹ. Ngoài ra còn có Trần Thanh Nam, Trần Thanh Bắc là con riêng của ông tại miền Bắc trước ngày di cư cũng vừa sang Mỹ sau năm 1975. Em của ông là Trần Đình Chín và các con ông Chín là Trần Đình Thành, Trần Đình Hùng, Trần Đình Sơn (cũng từ miền Bắc mới sang Mỹ sau 1975) hiện là chủ nhân khách sạn Quality Inn Downtown (ở Baltimore) cũng như đầu tư tại Việt Nam 
Ông có tổng cộng ít nhất 16 người con với 5 phụ nữ khác nhau.